# توشیو شوجی
توشیو شوجی (انگلیسی: Toshio Shoji؛ زادهٔ ۲۵ اوت ۱۹۴۰) شناگر اهل ژاپن بود.